# Karabin Grendel SRT
Grendel SRT – amerykański karabin wyborowy. Najlżejszy karabin wyborowy kalibru 7,62 mm NATO.

## Opis
Grendel SRT jest bronią powtarzalną, z zamkiem suwliwo-obrotowym, czterotaktowym.
Lufa gwintowana, posiada rowki zmniejszające masę. Lufa zakończona jest hamulcem wylotowym o efektywności 50%.
Zasilanie z magazynka o pojemności 9 naboi.
Osada wykonana z tworzywa sztucznego. Kolba składana pod spód broni, po złożeniu osłania spust i magazynek. Do broni można dołączyć lekki dwójnóg. Karabin nie posiada mechanicznych przyrządów celowniczych.